# Гутовский, Симон Матвеевич
Симон Матвеевич Гутовский (?—1685) — мастер Оружейной палаты Московского Кремля.

## Биография
Дата рождения неизвестна, родился в Смоленске, по происхождению — поляк. С 1654 по 1685 годы служил органистом при дворе царя Алексея Михайловича и стал известен благодаря изготовлению больших органов для Грановитой палаты в Кремле и знатных московских бояр. Впервые упоминается в 1662 году в связи с изготовлением органа в дар персидскому шаху.
Основанный в 1672 столичный придворный театр также был оснащен созданным Гутовским органом, а сам мастер при участии Тимофея Гассенкруха организовал оркестр из крепостных музыкантов для театра. В 1677 году (по другим данным в 1678 году) он изготовил первый отечественный стан глубокой печати для гравюр на меди («станок деревянной печатной печатать фряские листы»), который был установлен в Верхней типографии Симеона Полоцкого в покоях царского дворца Московского Кремля. Это стало началом нотопечатания в России. Одними из первых были напечатаны иллюстрации для изданий, предпринятых Симеоном Полоцким.
Музыкальные инструменты работы Симона Гутовского были известны далеко за пределами России. Сын Гутовского Ивашка (Иван) продолжил дело отца, также служив органным мастером в Оружейной палате Кремля.
Умер в 1685 году в Москве. Документы о его жизни и деятельности хранятся в Центральном государственном архиве древних актов (фонд Оружейной палаты).